# (58265) 1993 TJ12
(58265) 1993 TJ12 là một tiểu hành tinh vành đai chính. Nó được phát hiện bởi Henry E. Holt ở Đài thiên văn Palomar ở Quận San Diego, California, ngày 14 tháng 10 năm 1993.